# Hans-Jörg Hager
Hans-Jörg Hager (* 31. Oktober 1948 in Crailsheim), ehemaliger Vorstandsvorsitzender des Logistikunternehmens Schenker Deutschland, ist seit dem 1. Oktober 2008 in beratender Funktion beim Logistikdienstleister Kühne + Nagel tätig.

## Leben
Hans-Jörg Hager begann nach dem Abitur 1967 seine Speditionslaufbahn bei der Union Transport in Nürnberg. Nach seinem offiziellen Lebenslauf soll diese berufliche Tätigkeit ununterbrochen bis 1982 angedauert haben.
In den siebziger Jahren gehörte er zu den Führungskadern des Kommunistischen Bundes Westdeutschland (KBW).

## Politische Karriere
Als Student gehörte Hans-Jörg Hager ab April 1974 dem aus fünf Personen bestehenden Ständigen Ausschuss des Zentralen Komitees des maoistischen Kommunistischen Bundes Westdeutschland (KBW) an. Für das Zentralorgan Kommunistische Volkszeitung (KVZ) und das theoretische Organ Kommunismus und Klassenkampf verfasste er zahlreiche richtungsweisende Beiträge. Bei der Bundestagswahl 1976 kandidierte er auf Platz 1 der Landesliste des KBW in Nordrhein-Westfalen. Als im September 1976 Willfried Maier wegen „Rechtsabweichung“ als verantwortlicher Redakteur der KVZ abgelöst wurde, übernahm Hager als „Vertreter der harten Linie“ seinen Posten bis Ende Juli 1978. Danach verliert sich seine Spur beim KBW.
Der Vertrieb revolutionärer Literatur des KBW hatte den Firmennamen Buchvertrieb Hager GmbH (bzw. Buchvertrieb Mannheim).

## Berufliche Karriere
1982 wechselte Hans-Jörg Hager als Speditionsleiter zu einer anderen Transportfirma, bei der er 1985 Niederlassungsleiter wurde. Eine 1986 begonnene berufsbegleitende Aufstiegsfortbildung an der Württembergischen Verwaltungs- und Wirtschaftsakademie in Stuttgart schloss er 1988 als Verkehrsfachwirt ab. Nachdem Hager von 1987 bis 1991 Mitglied der Geschäftsleitung eines weiteren Speditionsunternehmes in Stuttgart gewesen war, kam er im Januar 1992 als Geschäftsleiter zur Schenker Eurocargo (Deutschland) AG und leitete die Geschäftsstelle bis 1998. Bereits Anfang 1996 wurde er zum Mitglied des Vorstandes von Schenker Eurocargo bestellt, und zum 1. Januar 2000 wurde er Vorsitzender des Vorstandes.
Am 25. Februar 2008 wurde bekannt gegeben, dass Hager das Unternehmen Schenker noch im Jahr 2008 verlassen werde. Der Schritt wurde mit dem Erreichen des 60. Lebensjahres begründet und die damit verbundene Zuwendung zu neuen Aufgaben.
Anfang Oktober 2008 gab Kühne + Nagel bekannt, dass Hager in beratender Funktion zum Logistikdienstleister wechseln werde. Zudem wurde seine Berufung in den Verwaltungsrat der Kühne + Nagel International AG vorgesehen.
Anfang Dezember 2013 wird Hans-Jörg Hager in den Aufsichtsrat der Raben Group N.V, Mönchengladbach, berufen.
Daneben ist Hager seit dem Wintersemester 2008/09 Lehrbeauftragter der Westfälischen Wilhelms-Universität in Münster. In dieser Funktion spricht er sich dezidiert gegen Re-Verstaatlichungstendenzen in der Logistikbranche aus. Darüber hinaus ist er als Lehrbeauftragter für die Universität Stuttgart tätig und ist Mitglied im Advisory Board des berufsbegleitenden Weiterbildungsstudiengangs MASTER:ONLINE Logistikmanagement.

## Auszeichnung
- 2006: Großes Silbernes Ehrenzeichen mit dem Stern für Verdienste um die Republik Österreich[9]

## Veröffentlichungen
Broschüren (als Herausgeber)
- Naturwissenschaft im Kapitalismus: Kampf der Ausbildung im Interesse des Kapitals – für eine Ausbildung im Dienste des Volkes, Freiburg, Kommunistische Hochschulgruppe (KHG), 1. Aufl. (500 Exemplare) 1973, 47 Seiten
- Die Freiau muß stehenbleiben: für die Erhaltung von billigem Wohnraum, KBW/Ortsgruppe Freiburg, ca. 1974, 1. Aufl. (600 Exempl.), 18 S. (Freiau = Wohnkolonie in Freiburg)
- Arbeitslosigkeit in Hessen. KBW/Bezirk Hessen, Mannheim Kühl KG, Verlagsgesellschaft Kommunismus und Klassenkampf, 1974 (Aufl. 12000, 29 Seiten)
- Die Befreiung der Arbeiterklasse kann nur das Werk der Arbeiterklasse selbst sein: Beiträge auf einer Kundgebung zur Landtagswahl in Hessen, Wiesbaden, 10. September, Mannheim, Kühl KG 1974 (56 S.), darin: Redebeitrag von Hans-Jörg Hager, Mitglied des Ständigen Ausschusses des Zentralen Komitees des Kommunistischen Bundes Westdeutschland (mit Foto)
- Die Gebietsreform in Hessen: Auflösung von Gemeinden, Aufblähung der Bürokratie, mehr Verwaltungskosten, höhere Gebühren, Mannheim, (Kühl KG) 1974 (23 S.)

Artikel (Auswahl)
- Zur „Kieler Rede des Vorsitzenden der Gruppe Roter Morgen (KPD/ML) Ernst Aust: Mit der westdeutschen imperialistischen Bourgeoisie gibt es keine Gemeinsamkeit. Gegen die Theorie der Vaterlandsverteidigung und des Burgfriedens mit der eigenen Bourgeoisie“, in: Kommunismus und Klassenkampf, 3. Jg., Nr. 2, Juni 1975, S. 130–143
- Europäischer Logistikmarkt im 21. Jahrhundert: Re-Verstaatlichung versus Liberalisierung, Diskussionsbeiträge des Instituts für Strategisches Management, 2009, zusammen mit Thomas Ehrmann, PDF